# Мендрізіо
Мендрізіо (італ. Mendrisio) — місто  в Швейцарії в кантоні Тічино, округ Мендрізіо.

## Географія
Місто розташоване на відстані близько 170 км на південний схід від Берна, 37 км на південь від Беллінцони.
Мендрізіо має площу 31,8 км², з яких на 21,3% дозволяється будівництво (житлове та будівництво доріг), 16,6% використовуються в сільськогосподарських цілях, 61% зайнято лісами, 1,1% не є продуктивними (річки, льодовики або гори).

## Демографія
2019 року в місті мешкало 14 870 осіб (+4,6% порівняно з 2010 роком), іноземців було 22%. Густота населення становила 468 осіб/км².
За віковим діапазоном населення розподілялося таким чином: 17,2% — особи молодші 20 років, 58,8% — особи у віці 20—64 років, 24% — особи у віці 65 років та старші. Було 6939 помешкань (у середньому 2,1 особи в помешканні).
Із загальної кількості 16 431 працюючого 201 був зайнятий в первинному секторі, 6672 — в обробній промисловості, 9558 — в галузі послуг.